# Adrallia bipunctata
Adrallia bipunctata är en fjärilsart som beskrevs av Walker 1865. Adrallia bipunctata ingår i släktet Adrallia och familjen tandspinnare. Inga underarter finns listade i Catalogue of Life.